# Johan Häggström
Johan Häggström (Kalix, 10 marzo 1992) è un fondista svedese.

## Biografia
Attivo in gare FIS dal dicembre del 2008, in Coppa del Mondo Häggström ha esordito il 21 gennaio 2017 a Ulricehamn (74º) e ha ottenuto il primo podio l'11 gennaio 2020 a Dresda (3º). Ai Mondiali di Oberstdorf 2021, sua prima presenza iridata, si è classificato 44º nella 50 km, 19º nella sprint e 4º nella staffetta; l'anno dopo ai XXIV Giochi olimpici invernali di Pechino 2022, suo esordio olimpico, si è piazzato 21º nella 15 km, 13º nella sprint e 4º nella staffetta. Ai Mondiali di Planica 2023 è stato 20º nella 15 km, 13º nella sprint e 6º nella staffetta.

## Palmarès

### Coppa del Mondo
- Miglior piazzamento in classifica generale: 16º nel 2024
- 7 podi (1 individuale, 6 a squadre):
  - 4 secondi posti (a squadre)
  - 3 terzi posti (1 individuale, 2 a squadre)

### Campionati svedesi
- 2 medaglie:
  - 1 oro (50 km nel 2019)
  - 1 argento (sprint nel 2019)